# Kamikiria plagiata
Kamikiria plagiata är en skalbaggsart som beskrevs av Masaki Matsushita 1933. Kamikiria plagiata ingår i släktet Kamikiria och familjen långhorningar.
Artens utbredningsområde är Taiwan. Inga underarter finns listade i Catalogue of Life.